# 李芳華 (崇禎進士)
李芳華（17世紀—1639年），字光遠，號嗣白，湖廣德安府安陸縣人，明朝政治人物。

## 生平
李芳華個性孝友，和兄弟同居，天啟七年（1627年）中丁卯科鄉試第六十九名舉人，崇禎七年（1634年）成進士，通政司觀政，八年授太平府推官，九年任應天府鄉試同考官，十二年丁憂去世。張獻忠侵江北，他以監紀守衛采石，嚴格管理軍旅，人民賴以安穩，不久去世，蕪湖居民在磯上建坊表彰其功績。